# 베오르니체
베오르니체(고대 영어: Beornice, 웨일스어: Bryneich 브러네이흐, 라틴어: Bernicia 베르니키아[*])는 6세기에 오늘날의 스코틀랜드 동남부와 잉글랜드 동북부 지역에 앵글인들이 세운 왕국이다.
베오르니체의 강역은 오늘날의 노섬벌랜드, 더럼, 버윅셔, 이스트로디언에 해당했다. 7세기 초에 남쪽의 이웃나라인 데렌 왕국과 합쳐져 노섬브리아를 이루었다.